# 와세다 대학 아시아 태평양 연구과
와세다 대학 아시아 태평양 연구과(Graduate School of Asia-Pacific Studies, GSAPS)는 와세다 대학이 표방하는 국제적인 대학원교육의 중심적인 위치를 차지하고 있으며, 일본 내에서 문화적 배경이 가장 다양한 대학원 중의 하나로 손꼽힌다. 또한 '아시아지역통합을 위한 세계적 인재육성 거점(Global Institute for Asian Regional Integration, GIARI)' 프로그램 및 문부과학성이 지원하는 연구촉진 프로그램을 주최하고 있다.

## 위치
일본 도쿄도 신주쿠구 니시와세다 와세다대학 본교 캠퍼스 (日本東京都新宿区西早稲田早稲田大学)

## 협력기관
GSAPS는 전 세계 유수의 국제관계 및 공공정책대학원들간의 연합인 '국제관계대학원연합회(APSIA)'의 멤버로서, 런던정치경제대학(LSE), 제네바 국제개발대학원(IHEID), 싱가폴 국립대학, 서울대학, 태국 출라롱콘대학 및 기타 협력 대학들과 정기적인 교수 및 연구활동을 해오고 있다. 또한 유럽위원회의 '에라스무스 문두스(Erasmus Mundus) 국제이동성 프로그램'을 통해 벨기에 브뤼셀리브레대학( Universete Libre de Bruxelles), 영국 워릭대학(University of Warwick), 이탈리아 루이스대학(LUISS), 스위스 제네바대학 및 중국 푸단대학과 제휴하여 세계화, 유럽연합, 다자주의에 관한 공동박사학위제를 운영하고 있다.

## 교수 및 연구
핵심적인 교수 및 연구분야는 아시아 및 동남아시아 지역학, 국제관계, 국제협력 및 정책학이다. 연구 세미나와 수업들은 주로 이들 세 분야를 중심으로 개설된다. 4학기제도(봄학기: 5월~7월, 여름학기: 8월, 가을학기: 9월~1월, 겨울학기: 2월)로 운영되며, 영어 및 일본어로 수업이 진행된다.

## 학생 구성
2011년 5월 1일 현재 427명의 학생(석사 283명, 박사 144명)이 재학 중이다. 석사과정에 있는 학생들 중 69.6%가 유학생이며, 일본인 학생은 30.4%를 차지한다. 또한 GSAPS의 공식 학생회(GSAPS Student Association, GSA)가 각종 학술행사, 취업박람회, 친목행사 등을 주최하고 있다.

## 교수진
- 아마코 사토시 (사회학 박사, 히토츠바시 대학)
- 후와 노부히코 (식량자원경제학 박사, UC버클리)
- 고토 켄이치 (게이오 대학 박사)
- 히라카와 사치코 (국제관계학 박사, 와세다 대학)
- 카모가와 아키코 (교육학 박사, 와세다 대학)
- 카츠마 야스시 (개발학 박사, 위스콘신 대학 메디슨 캠퍼스)
- 카와무라 유키오 (법학사, 마이애미 대학)
- 키타무라 토시하루 (옥스퍼드 대학)
- 코바야시 히데오 (사회과학 박사, 도쿄도립대학)
- 쿠로다 카즈오 (교육사회학 박사, 코넬 대학)
- 림 화싱 (런던 대학 박사)
- Gracia Liu-Farrer (사회학 박사, 시카고 대학)
- 마츠오카 슌지 (히로시마 대학 박사)
- 미토모 히토시 (도시설계학 박사, 츠쿠바 대학)
- 무라시마 에이지 (GSAPS 학장)
- 오비 토시오 (국제정보통신학 박사, 와세다 대학)
- Glenda Roberts (인류학 박사, 코넬 대학)
- 시노하라 하츠에 (역사학 박사, 시카고 대학)
- 시라이시 마사야 (사회학 박사, 도쿄 대학)
- 우에키 치카코 (정치학 박사, MIT)
- 우라타 슈지로 (경제학 박사, 스탠포드 대학)
- 야마오카 미치오 (국제관계학 박사, 와세다 대학)

## 기타 링크 사이트
- GSAPS of Waseda University 보관됨 2011-10-12 - 웨이백 머신
- GSAPS Student Association
- Global Institute for Asian Regional Integration

## 같이 보기
- 정책연구대학원대학

## 참조
1. ↑  http://www.waseda.jp/gsaps/admission/pdf/2012GSAPS_Overview_EN.pdf%5B깨진+링크(과거+내용+찾기)%5D
2. ↑  “보관된 사본”. 2012년 9월 5일에 원본 문서에서 보존된 문서. 2012년 4월 5일에 확인함.
3. ↑  http://www.waseda.jp/gsaps/ma/ma_schedule_en.html%5B깨진+링크(과거+내용+찾기)%5D